# Каскад (жонглирование)

Каскад

Каскад — самый простой не мультиплексный жонглёрский трюк с нечётным количеством предметов. С четным числом предметов такой трюк становится невозможным, и вместо него используют фонтан. Исполняется перебрасыванием предметов из одной руки в другую по фиксированной траектории. Предметы, перелетая один за другим, образуют в воздухе каскад. Это первый трюк, с которого начинают обучение классическому жонглированию.

Каскад тремя мячами жонглёр начинает с двух в одной руке и третьим в другой. Первый мяч выбрасывает та рука, в которой их два. Когда первый мяч начинает падать, выбрасывается второй из другой руки, а затем также выбрасывается и третий. Похожий принцип и с остальными числами. Одна рука держит (n-1)/2+1 мячей, другая — остальные. Начинает бросать рука с большим числом шаров, только быстрее. Существенным отличием будет точка пересечения и высота бросков. В каскаде тремя мячами они почти совпадают, в то время как с 5, 7 и большим числом мячей мяч надо кидать до того, как предыдущий достигнет своего экстремума-максимума (максимальной высоты полета).
Для обучения жонглированию обычно используют мячи, опытные жонглёры могут исполнять каскад с другими предметами(например, булавами, кольцами и даже бензопилами).

Обратный (внешний) каскад

## Обратный каскад
Обратный каскад, это тот же каскад, но мячи выкидывают не «внутри», а «снаружи».